# Marc Riboud
Marc Riboud (Saint-Genis-Laval, 24 de junio de 1923-París, 30 de agosto de 2016) fue un fotógrafo francés especializado en periodismo fotográfico que formó parte de la agencia Magnum.

## Biografía
Nació en una familia numerosa de clase media ocupando el quinto lugar de los siete hijos. Al estallar la Segunda Guerra Mundial estuvo combatiendo en la Resistencia por lo que comenzó sus estudios de ingeniería en la École Centrale de Lyon en 1945. 
Aprendió fotografía de un modo autodidacta a partir de los quince años, disponiendo de una cámara fotográfica de la marca Vest Pocket Kodak que le facilitó su padre. 

## Trayectoria
Tras haber trabajado de ingeniero, en 1952 entró a formar parte de la agencia Magnum, tras entrevistarse con Henri Cartier-Bresson y Robert Capa donde ha realizado los reportajes más importantes de su carrera hasta 1979. Su primera fotografía publicada en Life en 1953 fue «Pintor en la Torre Eiffel» y otra muy conocida se titulaba «Muchacha ofreciendo una flor a los soldados» y la realizó en 1967, tras una importante manifestación en contra de la guerra de Vietnam. También fue de los primeros fotógrafos a quien se permitió entrar en China en 1957 y casi el único occidental que pudo realizar reportajes de la guerra de Vietnam desde Vietnam del Norte.
Puede encuadrarse en la fotografía humanista tanto por los temas humanos que trata como por su intención fotográfica con la que pretende «comunicar y compartir sus sentimientos hacia los demás». De ese modo mientras por un lado realiza fotografías de la guerra en Vietnam y la revolución cultural china, por otro refleja aspectos de la vida cotidiana en ciudades como Fez, Angkor, Shaanxi o Benarés. 
Ha publicado numerosos libros y ha expuesto en numerosas ciudades su trabajo. En 2003 recibió el premio Cornell Capa de los Infinity Awards.
Se han realizado varias exposiciones retrospectivas de su trabajo como la realizada en 1997 en Nueva York y en 2005 en París.

## Exposiciones (selección desde 2010)
- 2010 Au jardin de Krishna Riboud, Museo nacional de Artes Asiáticas-Guimet, París
- 2011 I comme Image, Maison européenne de la photo, París
- 2012 Durante las Jornadas del Patrimonio’, Saint-Genis-Laval
- 2014-2015 Marc Riboud – Principios de siglo, Consejo Regional de Ródano-Alpes
- 2014 De grace un geste – Museo de Arte Moderno Richard Anacreonte, Granville